# Scionzier
Scionzier este o comună în departamentul Haute-Savoie din sud-estul Franței. În 2009 avea o populație de 7.124 de locuitori.

## Evoluția populației
| An        | 1975  | 1982  | 1990  | 1999  | 2006  | 2009  |
| --------- | ----- | ----- | ----- | ----- | ----- | ----- |
| Populație | 5.702 | 5.463 | 5.945 | 6.163 | 6.528 | 7.124 |